# Hipofosfatemia
Hipofosfatemia - obniżenie stężenia fosforanów nieorganicznych w surowicy krwi do poziomu poniżej 0,9 mmol/l. Powoduje m.in. spadek syntezy ATP i innych związków zawierających fosfor, hemolizę, osteomalację, uszkodzenia granulocytów, płytek krwi, układu nerwowego, wątroby, mięśni i nerek.